# Porta Santa Croce (Padova)
Porta Santa Croce è una delle principali porte d'accesso delle mura cinquecentesche di Padova. La porta attuale prese il posto di quella fatta costruire dai Carraresi e fu iniziata subito dopo l'assedio di Padova (1509), avvenuto nell'ambito della guerra di Venezia contro la Lega di Cambrai.

## Storia
Il nome Porta Santa Croce e la sua collocazione, nell’area sud del tracciato delle mura di Padova, risalgono al periodo Carrarese, quando Francesco III, detto "Il Vecchio", fece erigere nel 1372 degli spalti di terra a protezione dei borghi a sud ed a est della città, in particolare per i borghi di Santa Croce e Ognissanti. Per la realizzazione di queste opere di difesa lavorarono tutti i cittadini.
Tra il 1374 e il 1377 le fortificazioni vennero completate interamente in muratura.
La realizzazione di porta Santa Croce prevista nell'ampliamento della cinta meridionale da parte di Francesco III, non corrisponde alla collocazione della porta attuale: poiché il tracciato della terza cerchia muraria seguiva l'andamento sinuoso del Bacchiglione (il fiume vecchio oggi non più visibile), la porta di allora risultava più arretrata rispetto a quella attuale. Inoltre dalla cartografia quattrocentesca sappiamo che era l'unica porta prevista nell'espansione meridionale. Essa era caratterizzata da una torre ottagonale e recintata da una cinta quadrangolare forse divisa in due parti. La torre rimase presente ed isolata, ma venne demolita in parte nel 1737-1740 per fornire materiale per la ricostruzione della chiesa, infine venne interamente abbattuta nel 1787.
Secondo gli studiosi è possibile che essa testimoni la presenza di apparati difensivi antecedenti l'ampliamento di Francesco III e risalenti al tempo in cui si erigevano torri isolate per la difesa dei territori limitrofi. Scavi archeologici del 1982 potrebbero aver individuato le fondazioni dell'antica porta ma necessitano di approfondimenti.
Dopo la resa di Francesco III Padova venne presa dai veneziani e nel 1509 la Repubblica di Venezia ebbe la necessità di difendersi dagli attacchi da parte della Lega dei Cambrai. In questa occasione la città si preparò all'assedio: le mura medioevali vennero abbassate e rinforzate all'interno da terrapieni, così da assorbire al meglio i colpi dell'artiglieria. Dove le mura era più esposte vennero eretti bastioni provvisori in terra e palizzate lignee per appostarvi le artiglierie e proteggere le mura, inoltre vennero scavati nuovi fossati sia all'interno che all'esterno della cinta e iniziò l'opera del guasto, che negli anni successivi giunse alla profondità di un miglio, per la quale vennero abbattuti tutti gli edifici e gli alberi ad alto fusto attorno alla città con lo scopo di avvistare meglio i nemici. Dopo i lavori a rafforzamento della cinta, seguirono altri assedi.
A marzo del 1517 viene pubblicata la relazione di Andrea Gritti, che tracciava un programma complessivo di organizzazione militare di difesa dello Stato. Esso comprendeva una serie di interventi concentrati a Padova, proposti da Fra Giocondo, con il fine di rispondere nell'immediatezza alle urgenze belliche. Il nuovo sistema bastionato o Rinascimentale era composto da diverse elementi: ponti, mura, torrioni, bastioni e porte. È proprio in questa occasione che venne realizzata l'attuale Porta Santa Croce.
Il tema degli accessi urbani, ovvero delle porte, era molto dibattuto: si era alla ricerca di un “tipo” capace di soddisfare le necessità difensive e al contempo quelle celebrative. Le porte dovevano essere aggiornate in materia iconografica e di difensiva bellica, per difendere al meglio il Paese e rappresentare la sua forza politica e militare attraverso il linguaggio della magnificenza architettonica: gli accessi dovevano rappresentare uno Stato che si ritenesse sicuro.
Lo sviluppo sul tema della porta urbana ebbe diversi interpretazioni lungo il corso del Cinquecento: tra il 1500 e il 1521 venne adottato un “tipo” in grado di fondere la funzione militare a quella di rappresentazione della magnificenza della Repubblica di Venezia. Gli accessi dovevano svolgere più funzioni, erano luoghi di transito, di controllo, di chiusura e apertura tra interno ed esterno, esplicitavano simboli dal contenuto politico e sacrale. Erano la facciata della città, l’immagine dell’istituzione politica e facevano da sfondo a feste, cerimonie e manifestazioni. Gli ingegneri militari ritenevano le porte come una falla nel sistema difensivo, mentre gli architetti e gli umanisti le consideravano un completamento di quest’ultimo, in quanto veicolo di celebrazione della sicurezza statale, mediante la trasmissione di messaggi simbolici, attraverso i linguaggi dell’architettura.
Durante il XVI secolo molti architetti si espressero sul tema delle porte, tra i quali, Sebastiano Serlio il quale ne considerava la mera funzione architettonica e Francesco Maria della Rovere, che invece considerava la loro duplice funzione.
I cambiamenti tecnici in ambito militare, comportarono la modifica della forma architettonica delle porte. La prima tipologia prevedeva una porta di forma cubica, connessa alla cortina ma autonoma. Questa tipologia richiamava ancora la porta medioevale, ed è secondo queste forme che venne progettata porta Liviana, precedente a porta Santa Croce. Lo schema applicato per porta Santa Croce, da Sebastiano Mariani da Lugano deriva dal motivo trionfale.
Le porte realizzate successivamente a Santa Croce, presentano via via un apparato architettonico più ricco ed elaborato, segno dell’evoluzione e dell’elaborazione del tema degli accessi urbani.
Il baluardo adiacente, venne realizzato nel 1554.
Dal 1797, con la caduta della Repubblica Veneta da parte dell'esercito di Bonaparte, iniziò il periodo di obsolescenza delle mura.
Tra il 1813 e il 1866 con l'occupazione austriaca la muraglia, ormai utile alla sola difesa rimase inalterata.
Con l'annessione di Padova al Regno d'Italia venne proposto un intervento della cortina a sud, la quale avrebbe accolto l'entrata del Re Vittorio Emmanuele II. Egli vi transitò il 1º agosto 1866, come riporta l'iscrizione nella facciata a sud della porta.
Il programma del 1517 proposto da Andrea Gritti portò alla modifica e all'interruzione di numerosi assi viari, alcuni dei quali vennero riaperti a fine 1800; in particolare nel fronte sud di Porta Santa Croce vennero riaperte due brecce.
Nel 1882 il Comune di Padova acquisterà dal demanio dello Stato la quasi totalità delle mura cittadine: all'atto di acquisto è allegata una planimetria catastale 1:100, lunga più di 13m.
Nel 1900 le porte svolgevano la funzione di barriere daziali. La barriera a porta Santa Croce era attiva dalla prima guerra mondiale. Negli stessi anni la rete stradale esterna venne adeguata e parte dei fossati venne interrata per consentire la costruzione della rete ferroviaria.
La porta sarà in seguito impiegata come cabina di trasformazione per la rete elettrica dell'illuminazione pubblica.
Agli inizi del 1900, il bastione adiacente a Porta Santa Croce ospitò la Scuola all'Aperto Camillo Aita.

## Descrizione
Porta Santa Croce è collocata volontariamente fuori asse rispetto all’omonimo borgo e interrompe la cortina rettilinea compresa tra i torrioni dell’Alicorno e di Santa Giustina. 
Venne costruita poco dopo porta Liviana ma a differenza di quest’ultima ha un assetto meno monumentale anche se entrambe sono attribuite a Sebastiano Mariani da Lugano.

### Prospetto verso la campagna
Nel prospetto è visibile uno schema che riporta al motivo dell’arco trionfale romano realizzato in pietra d’Istria e tripartito da lesene di ordine corinzio composito.

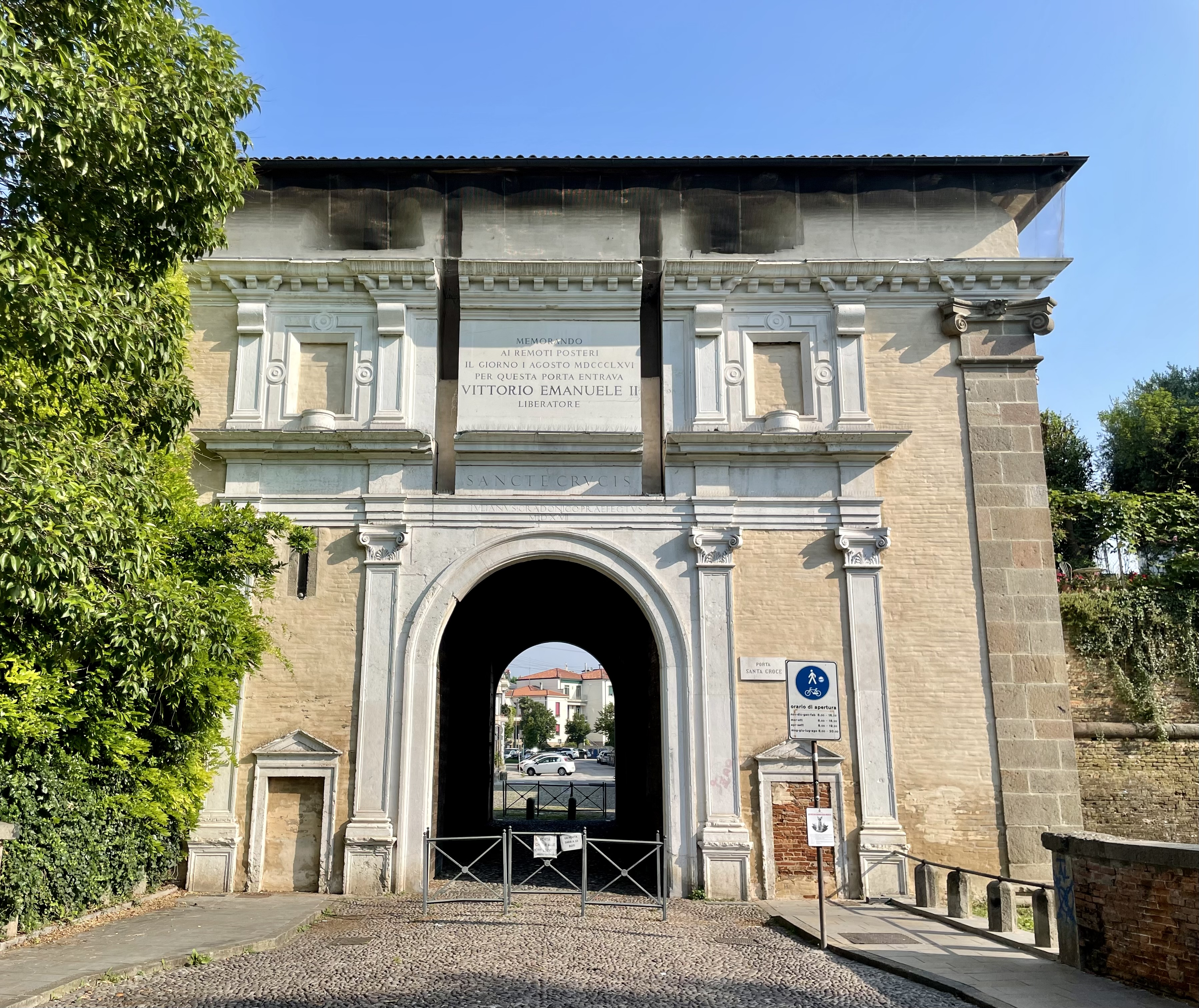
Porta Santa Croce, Prospetto rivolto verso la campagna

Lateralmente l'arco è delimitato da lesene ioniche in trachite, che fungono anche da rinforzi angolari dell'edificio, mentre in alto è definito da un cornicione. Sopra a quest'ultimo è visibile il parapetto della terrazza, che in un secondo tempo venne coperta dal tetto, dal quale si aprono due troniere strombate verso la campagna, e un'unica grande apertura centrale nella facciata rivolta verso la città.
Il varco centrale presenta un archivolto continuo senza interruzioni tra stipiti e arco, mentre i due portali laterali entrambi murari sono sormontati da timpani, in particolare il portale a sinistra era la postierla pedonale, come si può dedurre dalla presenza di una gola per la catena del ponte levatoio.
Nel fronte, al centro dell'architrave, sono incisi il nome del capitano Giuliano Gradenigo con data 1517 e nel fregio è presente l'intitolazione "Sancte Crucis".
In sostituzione al leone abbattuto dai francesi, ora si trova un'iscrizione in memoria dell’ingresso a Padova di Vittorio Emanuele II nel 1866, al quale venne attribuita la porta durante il regno. 

Le due finestrelle cieche collocate ai lati dell’incisione dovevano ospitare delle sculture o le insegne dei rettori.

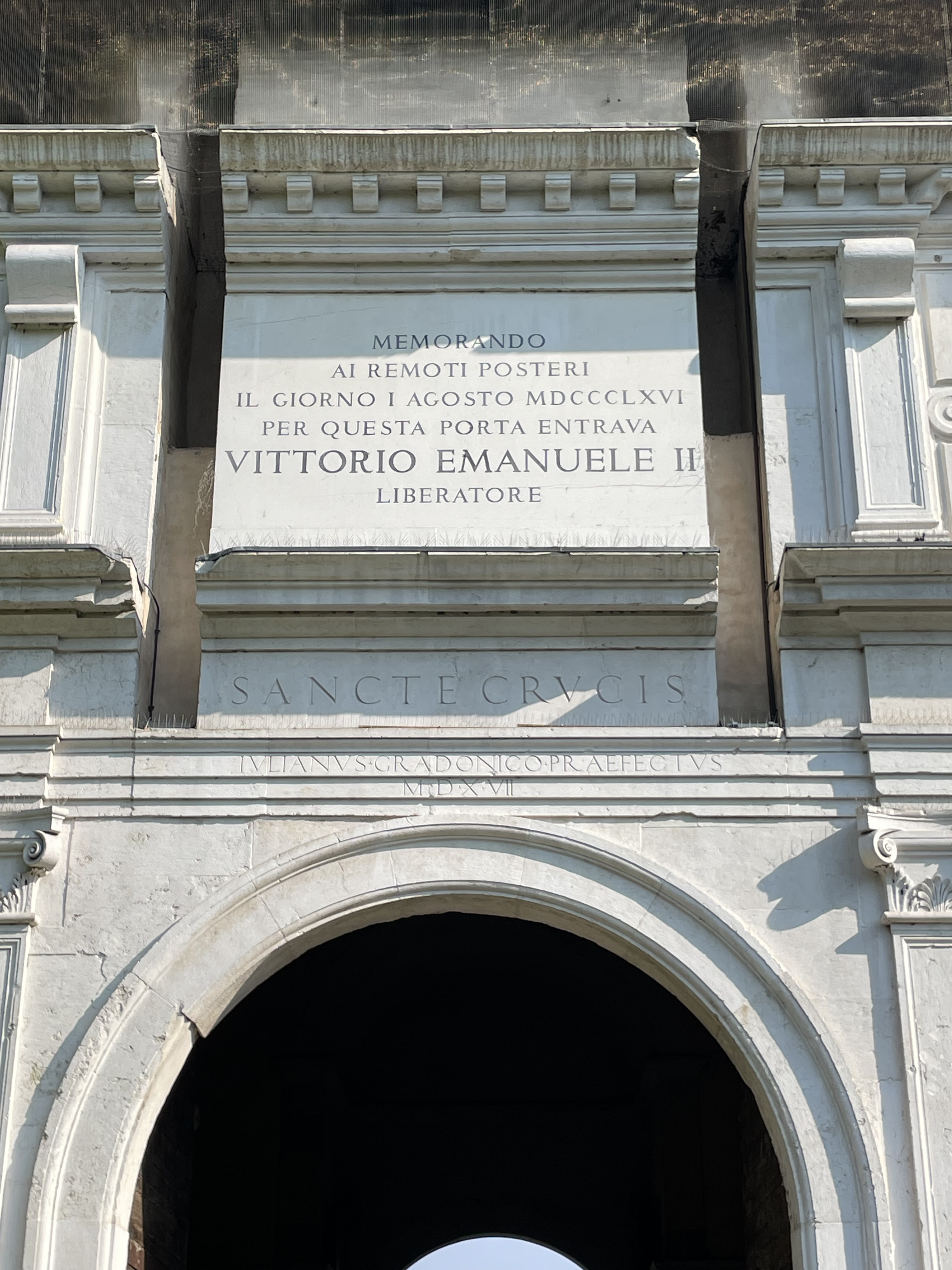
Iscrizione in memoria di Vittorio Emanuele II

### Prospetto verso la città

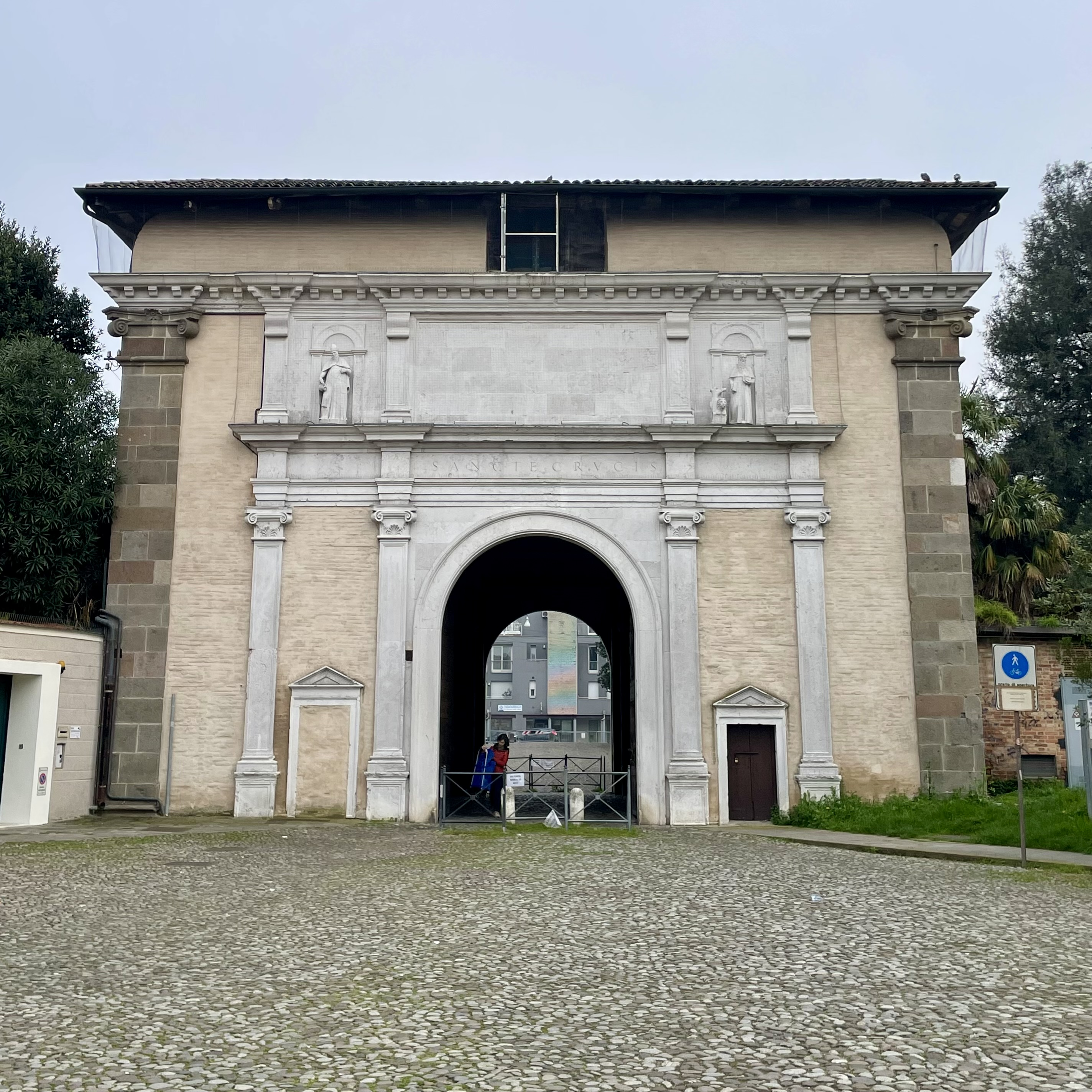
Porta Santa Croce, Prospetto rivolto verso la città

L'impostazione dei due prospetti è molto simile tra di loro, infatti differiscono solo per la presenza di lapidi, incisioni, targhe e trofei in onore della Signoria, collocati nel prospetto verso la campagna con lo scopo di rappresentazione verso il mondo esterno.

Nella facciata rivolta verso la città l’unica iscrizione presente è "Sancte Crucis" e in sostituzione alle finestrelle, sono presenti due nicchie con le statue di San Prosdocimo e San Girolamo.

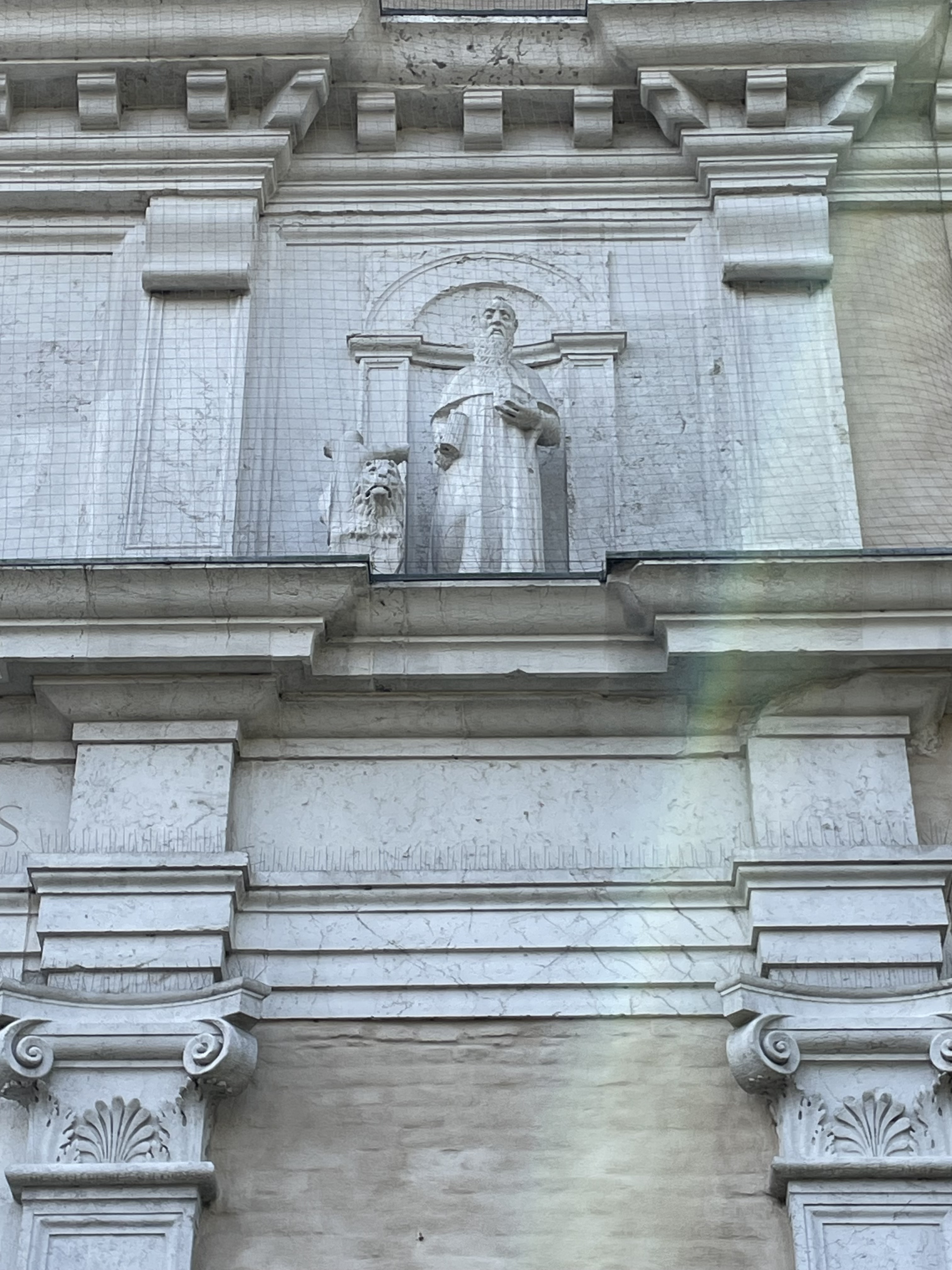
Statua di San Girolamo
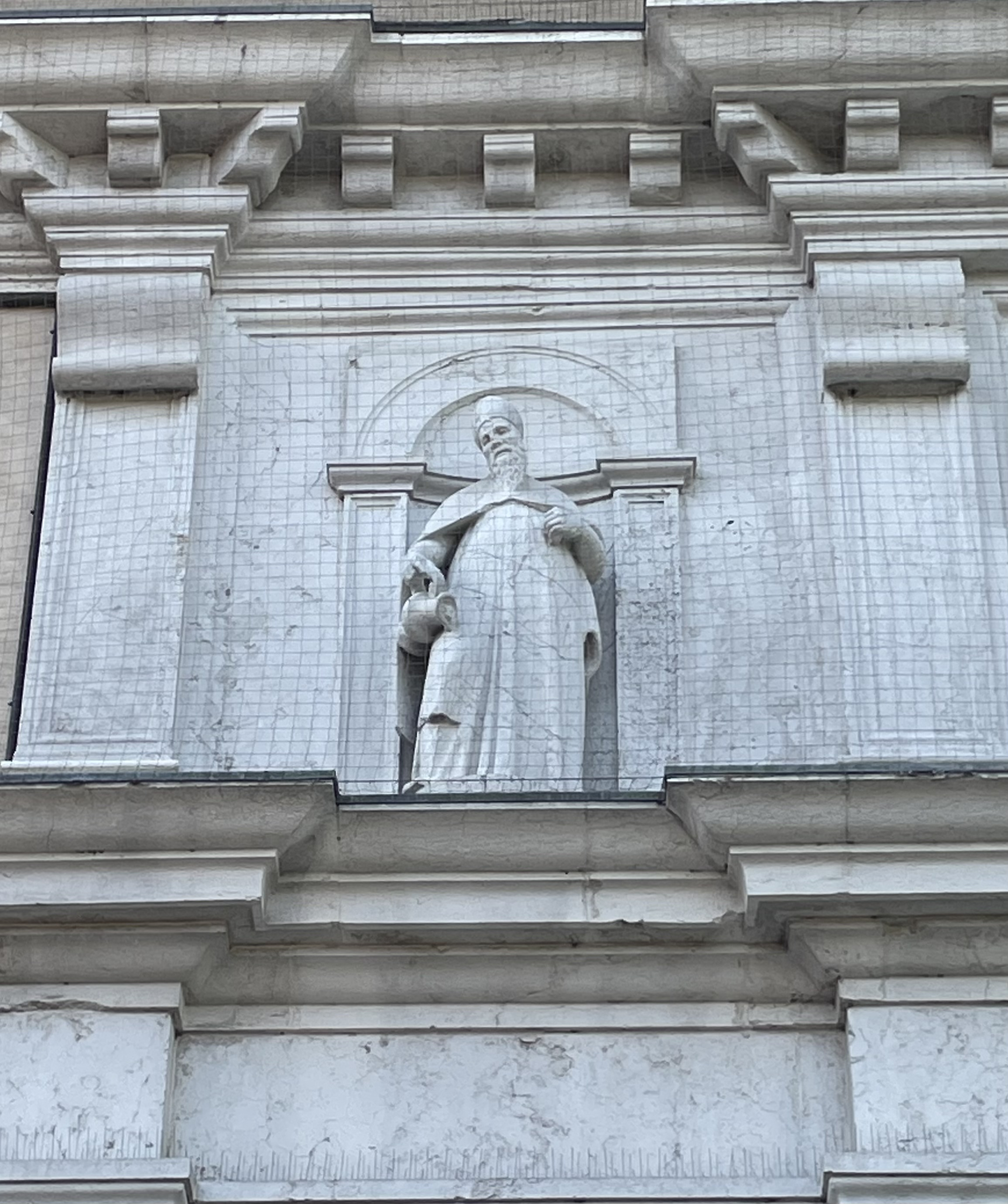
Statua di San Girolamo

### Interno
L'impianto di Porta Santa Croce è quadrangolare e presenta un ampio vano interno voltato a botte. 
Nelle pareti interne sono presenti degli affreschi che ritraggono i quattro santi protettori di Padova: Antonio, Giustina, Daniele e Prosdocimo.
Al centro della parete ovest, opposta rispetto agli affreschi, è presente un’iscrizione che rimanda alla realizzazione della porta Santa Croce per decreto del Senato nel 1516 e inexpugnabilis redditta per opera del podestà Ercolano Donato, del capitano Girolamo Pisani e del provveditore Pietro Venier.

Una porta nella parete più a est dà su una scala che conduce al piano superiore.

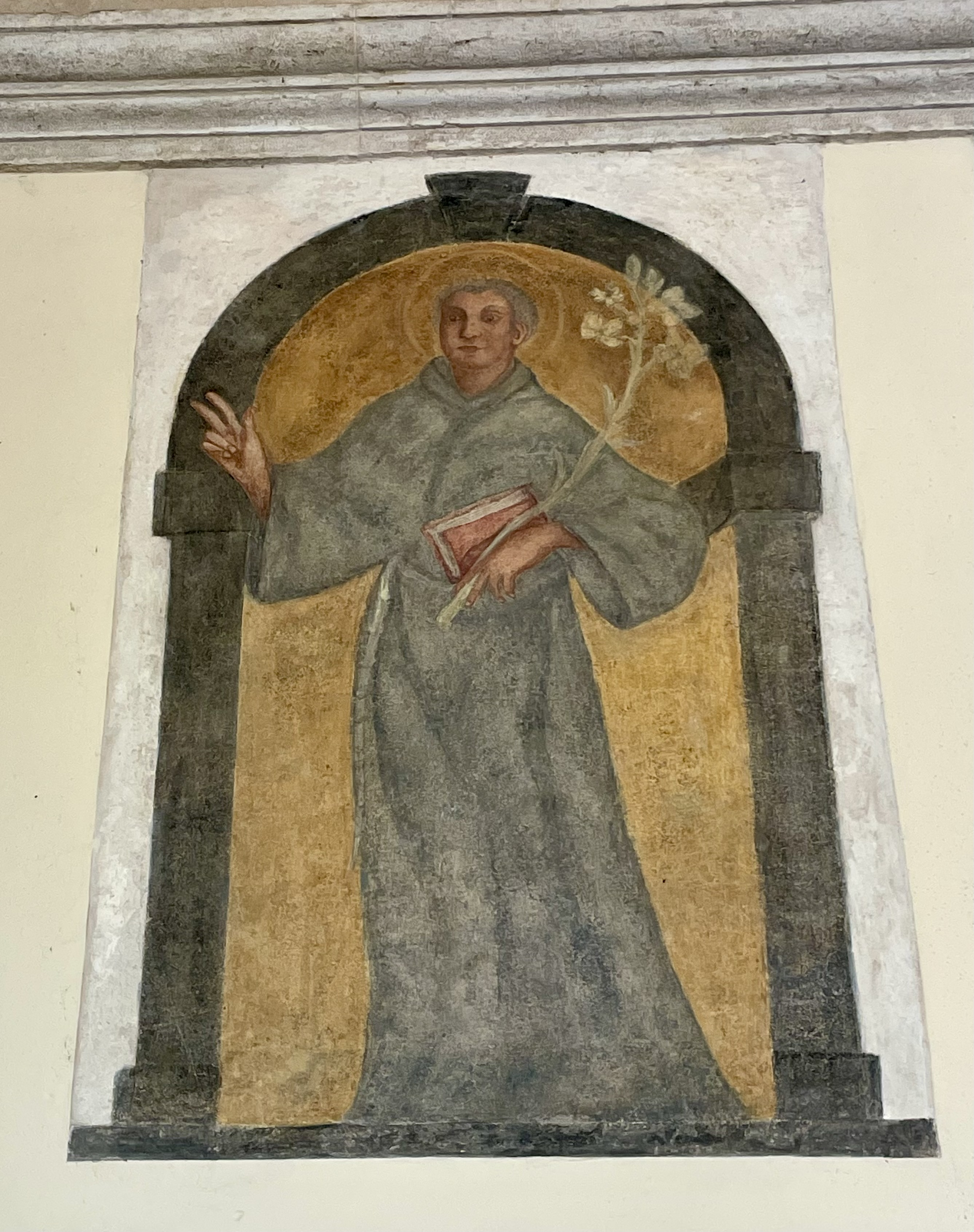
Affresco di Sant'Antonio
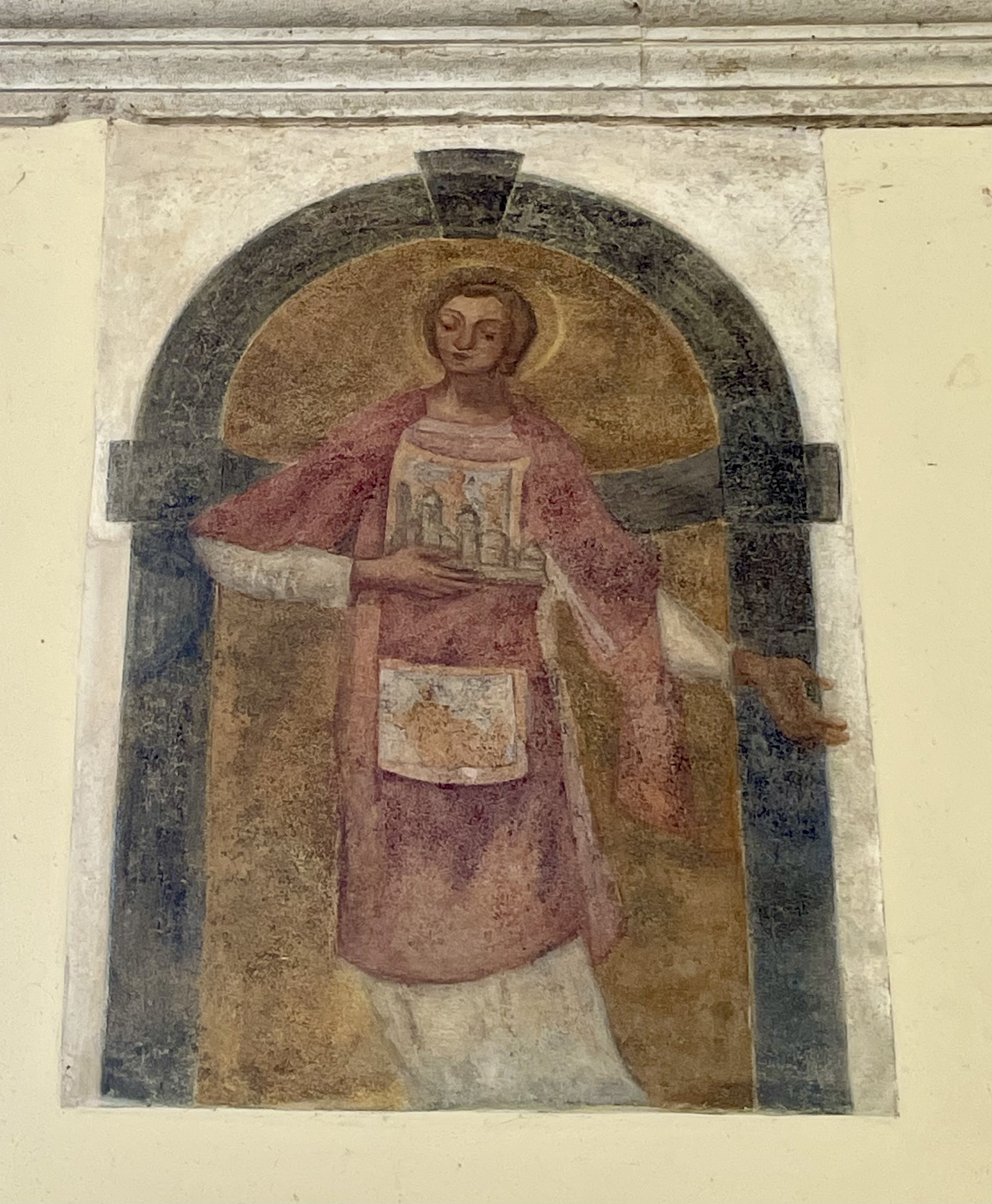
Affresco di San Girolamo (è più facile che sia San Daniele da Padova, uno dei quattro santi patroni di Padova, lo si desume anche dall'iconografia del santo)
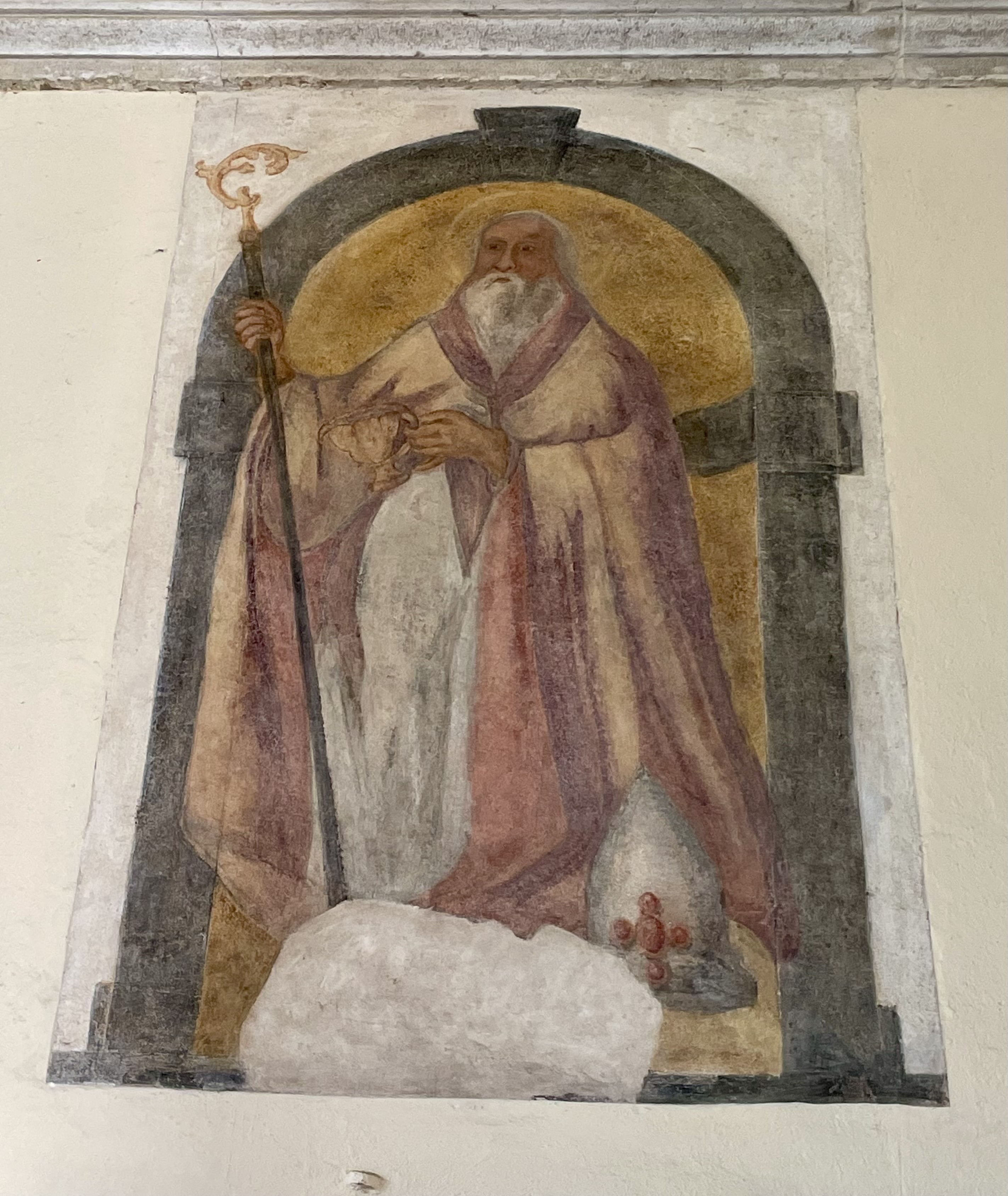
Affresco di San Prosdocimo
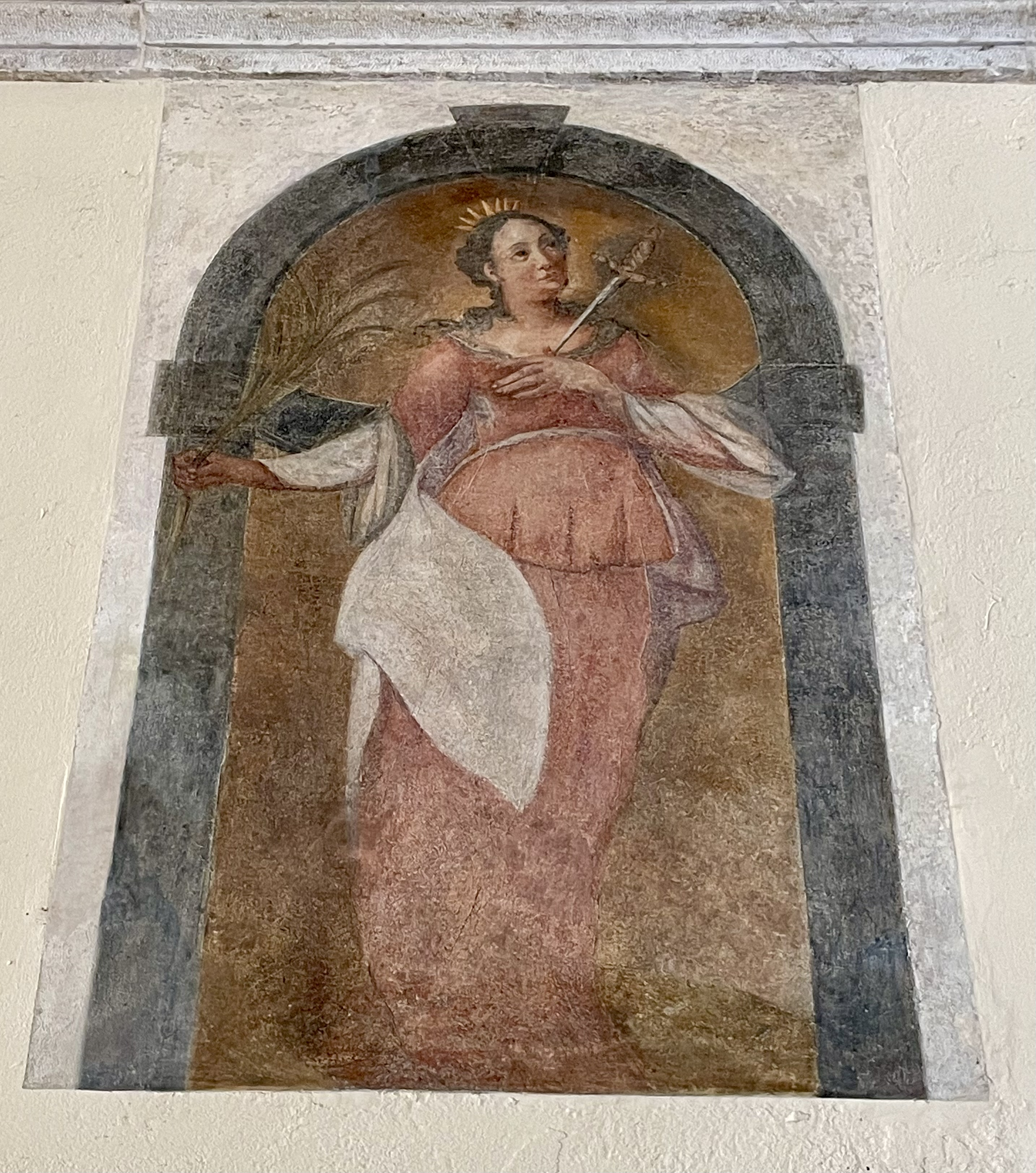
Affresco di Santa Giustina
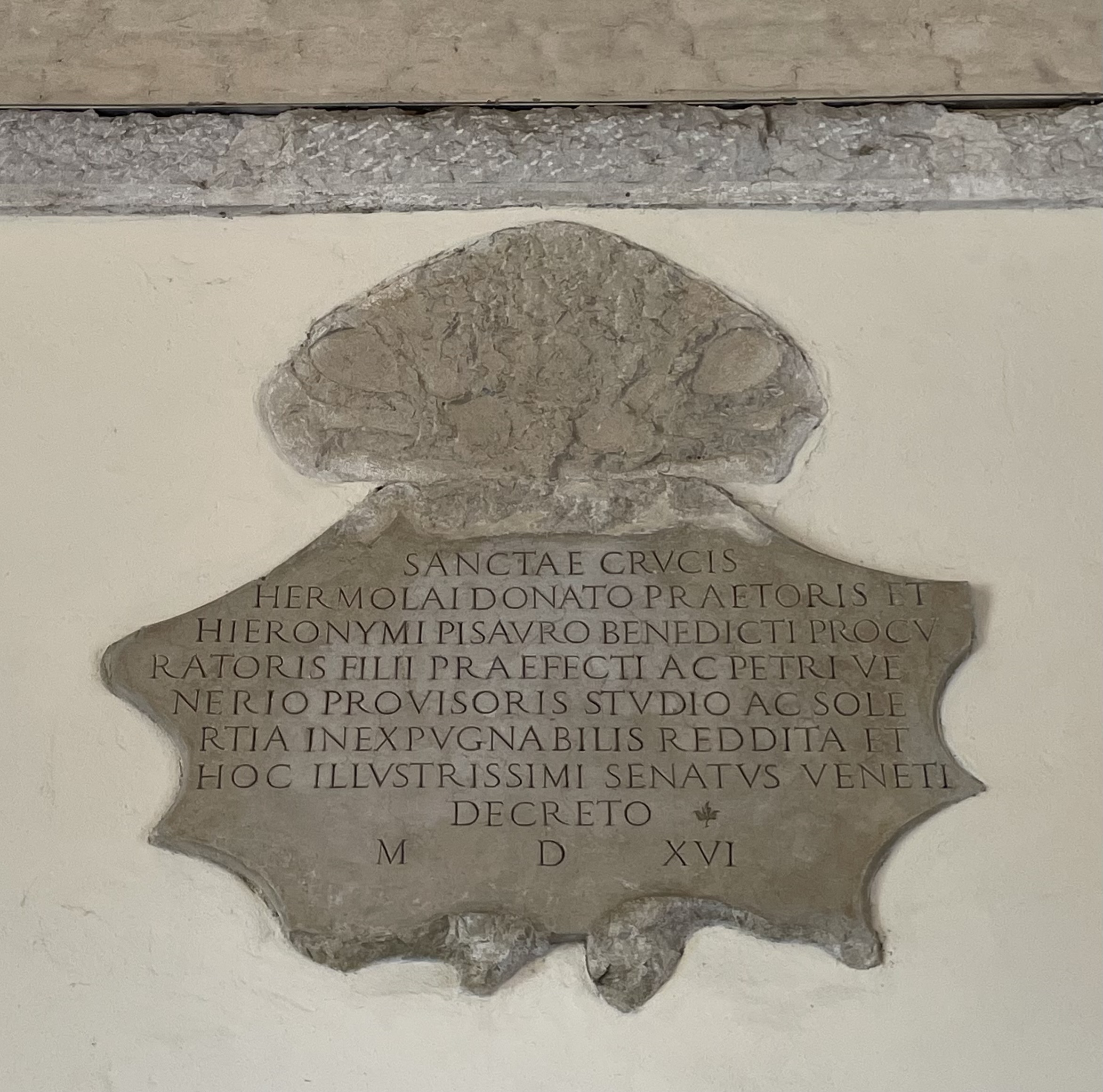
Iscrizione interna

### Ponte
Il ponte di Porta Santa Croce è il più lungo del fronte bastionato grazie alla vicinanza con il baluardo che permette una maggiore larghezza della fossa.
Il ponte ora è per lo più interrato ma è comunque possibile distinguere tre grandi arcate con diversa curvatura e se ne può intravedere una quarta oltre a quella che ha rimpiazzato il ponte levatoio nell’Ottocento. Sotto alla prima arcata visibile passano le acque del canale Alicorno.

### Materiali
I materiale utilizzati per la costruzione della cortina del 1500 sono materiali di ripiego e riutilizzo: Bartolomeo D'Aviano utilizzò per l'espansione della cortina che va da Pontecorvo fino a Santa Croce, le pietre della cinta medioevale più interna, che venne demolita assieme alla torre in Prato della Valle nel 1515.
I mattoni utilizzati vennero realizzati dalle fornaci dei borghi vicini: da alcune fonti risulta che per soddisfare la richiesta vennero costruite fornaci anche in loco che però vennero fatte demolire dopo il comunicato del 1558 di Tommaso Contarini.
Anche la calce proveniva dai borghi vicini, di questa si hanno numerosi fonti che riportano lamentele per la scarsa qualità.
La trachite utilizzata per le fondazioni e per i punti più deboli del manufatto proviene dalle cave del monte Lipsi. Stemmi ed insegne come quella del leone di San Marco vennero invece realizzati in pietra d'Istria.
Per le fondazioni che si trovavano in prossimità della presenza di acqua, venne utilizzato legname di rovere e di larice, provenienti dai punti di raccolta garantiti da Venezia e dal comune di Cervarese.